# Казањка
Казањка (рус. Казанка, тат. Казансу) је река, притока Волге у Казању, која се налази у руској републици Татарстан. Код града Казања на реци се налази споменик Ивану Грозном, који је освојио Казањ и покорио Татаре. До пролећа већи део реке је у леду.